# Omar Doom
Omar Doom (* 29. Juni 1976 in Easton, Pennsylvania) ist ein US-amerikanischer Schauspieler und Musiker.

## Leben
Omar Doom wurde als Omar Makhdomi geboren. Seine Eltern waren Rashid und Jawahira Makhdomi. Sein Vater arbeitete als Arzt im Easton Hospital. Seine Eltern besuchten mit ihm und seinen beiden Schwestern jede Woche eine kulturelle Einrichtung oder Ausstellung. Sie gingen zum Beispiel in eine Oper oder ein Theaterstück in Manhattan, welches im Osten der Stadt lag, oder in ein Art-House-Kino in ihrer Wohngegend.
Doom machte 1994 seinen Schulabschluss an der Easton High School, wo er als Frontman in einer Band namens Ordeal spielte.
Nach seinem Schulabschluss studierte Doom an der Parsons The New School for Design Malerei.
Doom übernahm 2009 eine Nebenrolle in dem Film Inglourious Basterds. Zusammen mit Eli Roth, mit dem er zusammen in einer fiktiven Kompanie von amerikanischen Juden in Frankreich während des Zweiten Weltkrieges agierte, spielte Doom eine Feuerszene in einem Pariser Kino, bei der er mit seinem Filmpartner mehrere Verbrennungen an den Händen, dem Gesicht und Nacken erhielt, da die vorgesehene Temperatur bei Weitem überschritten wurde.

## Filmografie (Auswahl)
- 2007: Death Proof – Todsicher (Grindhouse: Death Proof)
- 2009: Inglourious Basterds
- 2019: Once Upon a Time in Hollywood